# Bąków (Kluczbork)
Pour les articles homonymes, voir Bąków.
Bąków est une localité polonaise de la gmina et du powiat de Kluczbork en voïvodie d'Opole.

## Histoire
De 1742 à 1945, Bankau fait partie de l'arrondissement de Kreuzburg-en-Haute-Silésie (de) dans le district d'Oppeln au sein de la province de Silésie.